# Namru (Günsa)
Namru (chinesisch 那木如村, Pinyin Nǎmùrú Cūn, früher auch: 南木如村,  Nánmùrú Cūn) ist ein Dorf der Gemeinde Günsa im Kreis Gar des Regierungsbezirks Ngari im Autonomen Gebiet Tibet der Volksrepublik China. Namru hat eine Fläche von ca. 1550 km² und 796 Einwohner (2011, Bevölkerungsdichte 0,5 Einw./km²), ausschließlich Tibeter.

## Administrative Gliederung
Namru setzt sich aus drei Siedlungen zusammen. Diese sind:
- Kyongbo (琼普村), Sitz der Gemeinderegierung;
- Garyarsa (噶尔雅沙村);
- Tangra (塘热村).

## Garyarsa
Garyarsa (噶尔雅沙村, auch: 噶尔亚沙村), früher als Gartok bekannt, war ein wichtiger Handelsplatz auf der mehr als 1500 km langen Karawanenstraße von Leh in Ladakh über Gartok, das Kloster Tradün, Samzhubzê und Gyangzê nach Lhasa.
Der Ort liegt am rechten Ufer eines der Quellflüsse des Indus im Westen Tibets in einem weiten Tal auf 4440 m Höhe am Fuße der Kailash-Gebirgskette. Die aus den Überresten des einst bedeutenden Ortes bestehende heutige Ortschaft ist von der am anderen Ufer in großer Entfernung vorbeiführenden Nationalstraße G 219 aus kaum zu bemerken.
Gartok war ein Knotenpunkt mehrerer Karawanenstraßen und ein Marktplatz, der von Händlern aus allen umliegenden Ländern besucht wurde. Der Ort bestand allerdings nur aus wenigen Häusern, um die sich im Sommer eine große Anzahl von Zelten gruppierte. Gartok war damals der wichtigste Ort in West-Tibet. Im Winter hatte Gartok dagegen nur wenige Einwohner.
Im 19. Jahrhundert war Tibet für Europäer allgemein und insbesondere für Briten ein verbotenes Land. Damit war für sie (mit wenigen Ausnahmen) auch Gartok nicht erreichbar, während die einheimischen Händler und Pilger aus den Ländern im Karakorum und Himalaya weitgehend problemlos die Grenzen überqueren und nach Gartok gelangen konnten. Gartok war aus den Erzählungen zwar bekannt, aber weder seine genaue Lage noch die Topografie der Karawanenwege. Deshalb war Gartok eines der ersten Ziele, zu denen die Briten sogenannte Pundits entsandten, um zuverlässige geographische Informationen zu erhalten. Gartok erschien den Briten so wichtig, dass Major Francis Younghusband im Anschluss an den von ihm geführten Britischen Tibetfeldzug eine Klausel in den Vertrag vom 3. August 1904 aufnahm, wonach Gartok neben Yadong und Gyangzê dem britisch-indischen Handel offen stünden (auch wenn dies kaum praktische Folgen hatte). Die unmittelbar darauf von Younghusband entsandte Gartok-Expedition unter den Captains C.H.D. Ryder und C.G. Rawling hielt sich aber auf ihrem Weg von Gyangzê nach Shimla nur einen Tag in Gartok auf. Das reichte für die Feststellung, dass der im beginnenden Winter bereits weitgehend verlassene Ort keine große politische Bedeutung spielen werde.